# Fritillaria acmopetala
Fritillaria acmopetala är en liljeväxtart som beskrevs av Pierre Edmond Boissier. Fritillaria acmopetala ingår i Klockliljesläktet och i familjen liljeväxter.

## Underarter
Arten delas in i följande underarter:
- F. a. acmopetala
- F. a. wendelboi

## Bildgalleri

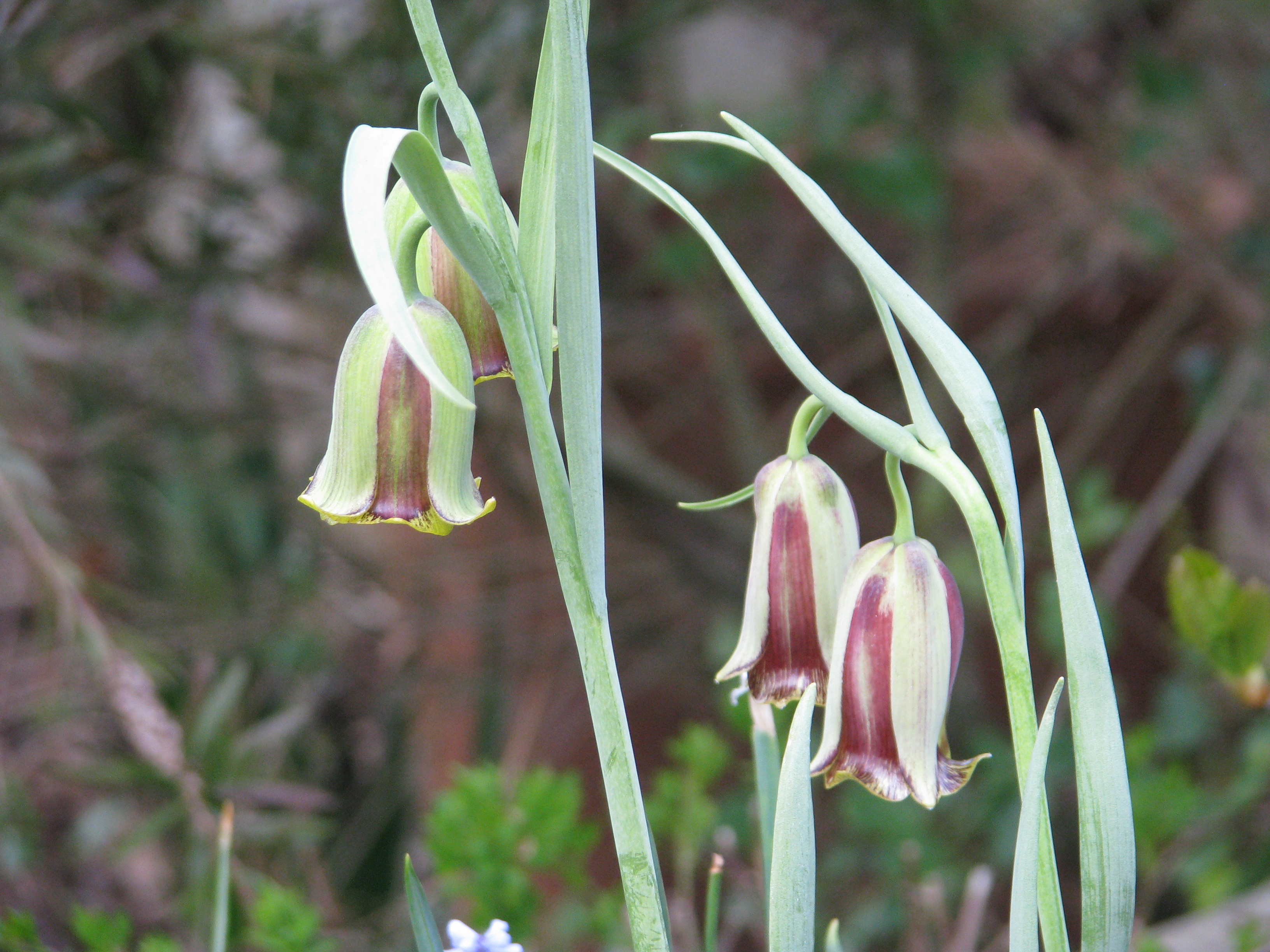
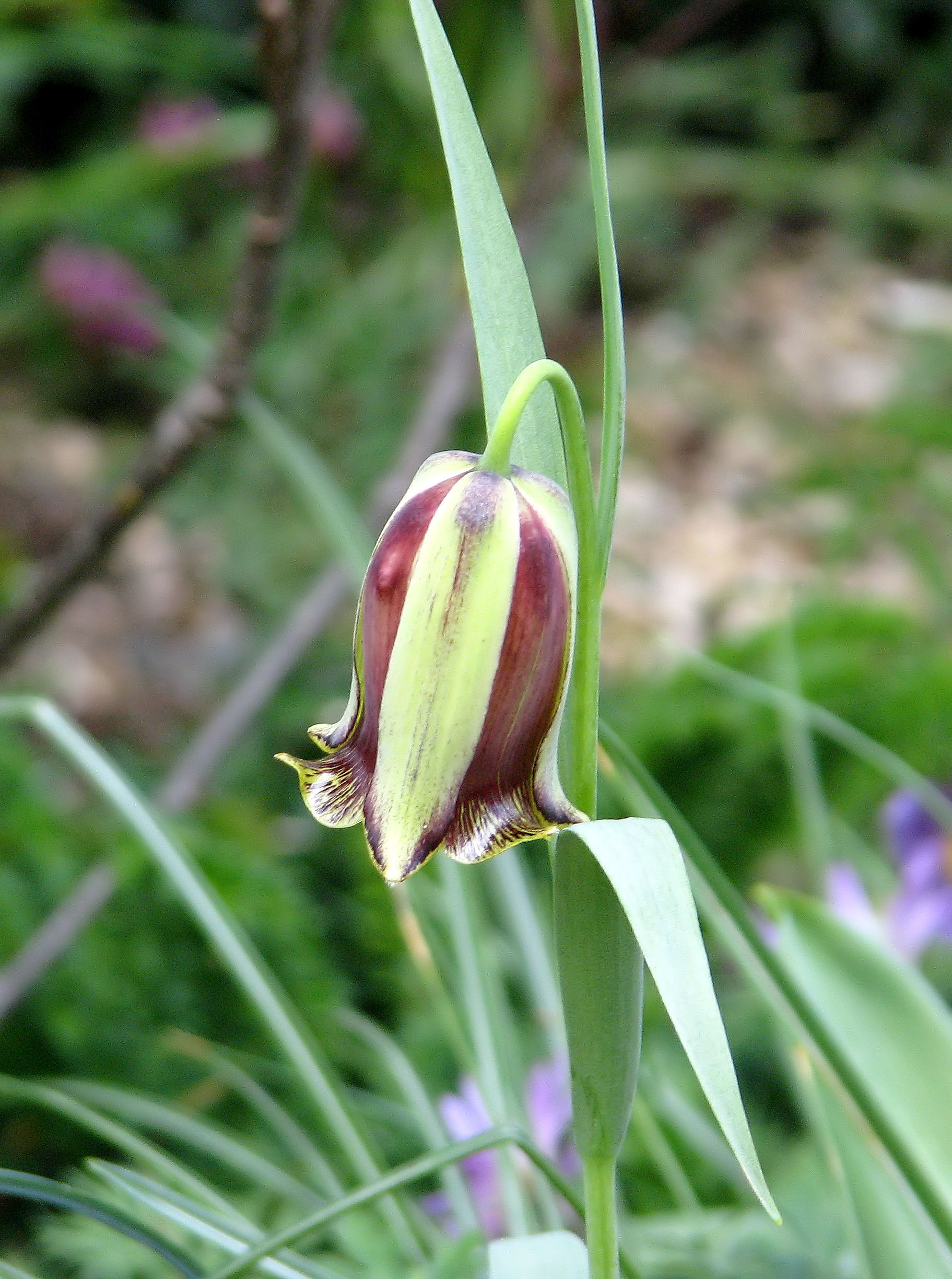
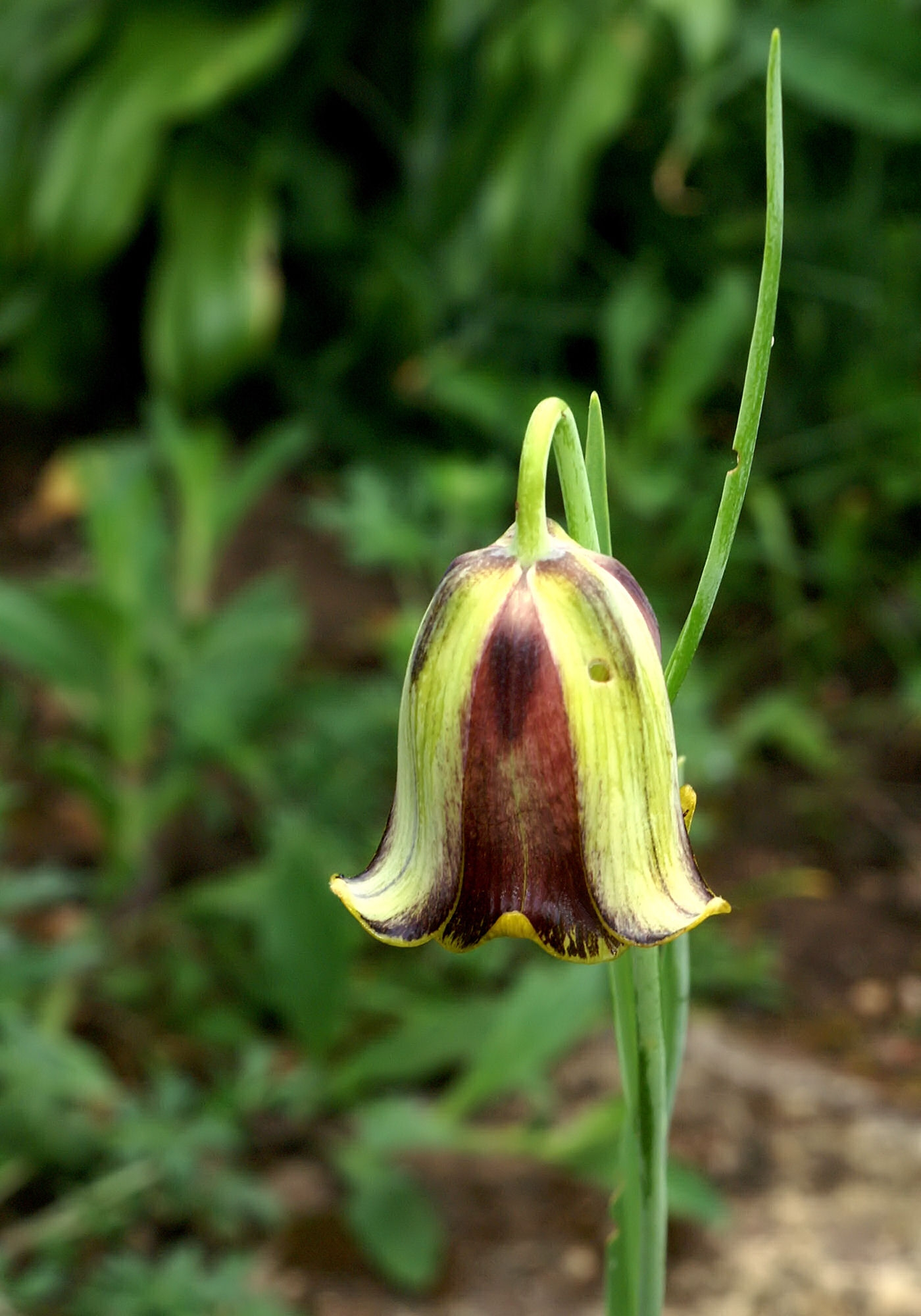